# ♥KISS♥ ONE MORE TIME
「♥KISS♥ ONE MORE TIME」（キス ワン モア タイム）は川瀬智子の「Tommy february6」名義での2枚目のシングル。

## 解説
- 2001年11月21日に、DefSTAR RECORDSからリリースされた。
- 初回出荷分はデジパック仕様。
- 今作にはAIBOをコントロールするための周波数の音が収録されており、AIBOの前で曲を再生するとAIBOがそれを受信し曲に合わせて踊る仕掛けが施されている。（アルバム版にはこの仕掛けがない）

## 収録曲
全曲とも作詞：Tommy february6、作曲・編曲：MALIBU CONVERTIBLE。
1. ♥KISS♥ ONE MORE TIME
2. トミーフェブラッテ、マカロン。
アニメ｢ピロッポ｣主題歌。
3. ★CANDY POP IN LOVE★
集英社の雑誌「non-no」イメージソング。
キッズステーション「ほんとあそぼう」エンディングテーマ
4. ♥KISS♥ ONE MORE TIME（Sunaga't Experience's EURO/SET REMIX）

## 収録アルバム
- 『Tommy february6』（#1、2、3）（2002年2月6日）
- 『Strawberry Cream Soda Pop “Daydream”』（#1、2、3）（2009年2月25日）